# TT343
La tombe thébaine TT 343 est située à Cheikh Abd el-Gournah, dans la nécropole thébaine, sur la rive ouest du Nil, face à Louxor en Égypte.
C'est la tombe de Benia, enfant du Kep, supérieur des travaux durant les règnes de la reine-pharaon Hatchepsout ou de Thoutmôsis III (XVIIIe dynastie).
Le nom « Ben-ia » est un nom hébreu, signifiant « Fils-de-Yahweh ». Il a toutefois un second nom, égyptien : « Paheqamon ».
La tombe est encore dans un remarquable état de conservation, ceci étant dû principalement au fait qu'elle n'a pas été réutilisée et qu'elle n'a pas servi d'habitation. Cependant, certaines destructions remontent à l'Antiquité, conséquence de l'effacement, pendant la période amarnienne, du nom d'Amon.
Des travaux de restauration et de reconstruction ont été menés depuis 1925 - 1926.

## Description
La tombe est composée selon la structure classique de l'époque : une avant-cour taillée dans la roche sans aucune décoration, et à l'intérieur, deux salles disposées selon le modèle classique du T inversé, une première salle transversale de la largeur de l'avant-cour et une autre en longueur qui se termine par une niche contenant des statues du défunt et de ses plus proches parents.

### Décoration
Dans l'intérieur des pièces décorées, il y a une base, vierge de décoration, de 75 cm de hauteur, qui est surmontée d'une frise peinte en jaune, noir et rouge de 14 cm de hauteur.
Les panneaux de la scène sont entourés d'une frise composée de rectangles alternativement rouges/verts/jaunes/bleus, dans lesquels les couleurs sont séparées par deux traits noirs épais.
La couleur générale de fond des murs est le blanc. Les hiéroglyphes, sur cette couche blanche, sont ensuite peints dans leurs couleurs définitives, afin de rendre les couleurs plus vives.

## Découvertes
Dans l'avant-cour, les fouilles ont mis au jour une table d'offrandes, ainsi que deux cônes funéraires qui y ont été découverts. Le premier indique : « Surveillant des travaux, enfant du kap, Paheqamon, appelé Benia, vrai de voix par Osiris ». Le second, se lit : « Enfant du kap, Paheqamon, dit Benia ».